# Басилая, Александр Александрович
Александр Александрович Басилая (груз. ალექსანდრე ალექსანდრეს ძე ბასილაია; 11 марта 1942, Тбилиси, Грузинская ССР, СССР — 3 октября 2009, Германия) — советский и грузинский композитор, художественный руководитель ансамбля «Иверия». Заслуженный деятель искусств Грузинской ССР (1982). Народный артист Грузинской ССР (1987).

## Биография
Родился 11 марта 1942 года в Тбилиси. С 1963 года работал пианистом-концертмейстером в Тбилисской филармонии. В 1967 году окончил Тбилисскую государственную консерваторию по классу контрабаса. В 1968 году создал и возглавил ансамбль «Иверия».
Автор таких известных мюзиклов, как «Аргонавты», «Свадьба соек», «Пиросмани», с которыми ансамбль «Иверия» успешно гастролировал во многих странах. Ему принадлежат много известных эстрадных песен, а также музыка к художественным фильмам и мультфильмам. Как композитор сотрудничал с Михаилом Таничем, Юрием Ряшенцевым, Джемалом Багашвили, Виктором Максимовым, Асаром Эппелем и другими поэтами. Его песни входили в репертуар Иосифа Кобзона, Николая Караченцова, Ларисы Долиной, Ролана Быкова, Вахтанга Кикабидзе, Нани Брегвадзе, Сосо Павлиашвили, Тамары Гвердцители, Игоря Наджиева. Последней работой композитора была музыкальная композиция «Что-то закончилось». В 2009 году был удостоен премии «Киноватсон» за огромный вклад в развитие грузинского кинематографа.
Скончался 3 октября 2009 года в Германии после продолжительной болезни. Похоронен на Дидубийском пантеоне.

## Награды
- 1981 — Премия комсомола Грузинской ССР[5].
- 1982 — Заслуженный деятель искусств Грузинской ССР.
- 1987 — Народный артист Грузинской ССР.
- 1996 — Орден Чести[7].
- 2002 — Почётный гражданин Тбилиси[8].
- 2008 — Гранд-премия «КиноВатсон» (Россия)[9].

## Творчество

### Музыка к мюзиклам
- 1979 — «Свадьба соек»
- 1982 — «Аргонавты»
- 2005 — «Пиросмани»[2][10]

### Музыка к спектаклям
- 1986 — «Шлягер, шлягер, только шлягер…»

### Музыка к фильмам
- 1978 — Любовь, Иверия и…
- 1978 — Младшая сестра
- 1984 — Чиора
- 1984 — Свадьба соек
- 1986 — Сувенир
- 1986 — Весёлая хроника опасного путешествия
- 1987 — Остров погибших кораблей
- 1996 — Карнавальная ночь 2

### Музыка к мультфильмам
- 1984 — Лесной квартет
- 1985 — Домик для всех
- 1986 — Я вернусь к тебе дождём
- 1986 — Кому что снится
- 1987 — Баллада о певце
- 1987 — Приключения маленьких друзей. Приключение второе
- 1988 — Зелёная ветвь
- 1988 — Урожай

### Роли в кино
- 1984 — Свадьба соек — рассказчик
- 1986 — Весёлая хроника опасного путешествия — Амик
- 2006 — Угон — Реваз Константинович

### Избранные песни
- «Нелюдимая» (слова Михаила Танича) исполняет Николай Караченцов
- «Мария Магдалина» (слова Михаила Танича) исполняет Иосиф Кобзон
- «Как мы любили» (слова Михаила Танича) исполняет Нани Брегвадзе
- «Моя дорога» (слова Виктора Максимова) исполняет Вахтанг Кикабидзе
- «Визит» (слова Виктора Максимова) исполняет Вахтанг Кикабидзе
- «Кабаре» (слова Юрия Ряшенцева) исполняет Лариса Долина
- «Повезло мне с тобой» (слова Юрия Ряшенцева) исполняет Лариса Долина
- «17 лет» (слова Михаила Танича) исполняет Тако Гачечиладзе
- «Джулия» (слова Юрия Ряшенцева) исполняют Мераб Сепашвили и Манана Сурмава
- «Песня о матери» (слова Юрия Ряшенцева) исполняют Мераб Сепашвили
- «Прощай, Тбилиси» (слова Михаила Танича) исполняет Мераб Сепашвили
- «Цыганская песня» (слова Асара Эппеля) исполняет дуэт «Ромэн»
- «Чёрный ворон» (слова Михаила Танича) исполняет Сосо Павлиашвили
- «Дворы» (слова Юрия Ряшенцева) исполняет Ролан Быков
- «Арго» (слова Джемала Багашвили, перевод Юрия Ряшенцева) исполняет ансамбль «Иверия», из фильма «Весёлая хроника опасного путешествия»
- «Дуэт Язона и Медеи» (слова Джемала Багашвили, перевод Юрия Ряшенцева) исполняет ансамбль «Иверия», из фильма «Весёлая хроника опасного путешествия»
- «Ария Медеи» (слова Джемала Багашвили, перевод Юрия Ряшенцева) исполняет ансамбль «Иверия», из фильма «Весёлая хроника опасного путешествия»
- «Ария Аэта» (слова Джемала Багашвили, перевод Юрия Ряшенцева) исполняет ансамбль «Иверия», из фильма «Весёлая хроника опасного путешествия»[2]
- «Песенка о законном браке» (слова Юрия Ряшенцева) исполняет Сергей Минаев, из фильма «Остров погибших кораблей»
- «Песенка Шалома» (слова Юрия Ряшенцева) исполняет Александр Абдулов, из фильма «Весёлая хроника опасного путешествия»
- «Письма любимым» (слова Юрия Ряшенцева) исполняет ансамбль «Иверия», из фильма «Остров погибших кораблей»

## Дискография
- 1998 — «Сказка о любви» (CD)
- 2003 — «Композитор Александр Басилая» (2 CD)[10]

## Интересные факты
В 1984 году известную песню Александра Басилая на стихи Михаила Танича «Нелюдимая» спел Вахтанг Кикабидзе, в 1994 году эту же песню записал Николай Караченцов, а в 2007 году в новой современной аранжировке её исполнил Игорь Наджиев.